# Gobierno Revolucionario Provisional de la República de Vietnam del Sur
El Gobierno Revolucionario Provisional de la República de Vietnam del Sur (en vietnamita: Cộng Hòa Miền Nam Việt Nam) fue un gobierno socialista formado por el Frente Vietnamita de Liberación Nacional en 1969, surgido en oposición al anticomunista, apoyado por Estados Unidos, de Vietnam del Sur. La mayor parte de su existencia operó solo como un gobierno en el exilio y no presentó ningún problema para la autoridad del gobierno survietnamita. 
Después de la caída de Saigón, en 1975, la República de Vietnam del Sur asumió el poder y el gobierno por 15 meses con el apoyo de la República Democrática de Vietnam —Vietnam del Norte—. Asumió el control del país en forma total tras la victoria de las fuerzas del norte al final de la guerra de Vietnam. En julio de 1976, la República de Vietnam del Sur y la República Democrática de Vietnam se unieron en la República Socialista de Vietnam.

## Historia
El Gobierno Revolucionario Provisional fue precedido por la Alianza de Fuerzas Nacionales, Democráticas y Pacíficas de Vietnam (FNDPV)[cita requerida] formada por fuerzas antigubernamentales y encabezada por Trinh Dinh Thao. La Alianza era un grupo de individuos que querían un nuevo gobierno de Vietnam del Sur pero no estaban de acuerdo con la siempre presente presencia comunista del Norte.[cita requerida]
Ya en 1966 se había hablado de establecer una alianza, pero esto se detuvo cuando agentes de inteligencia de Vietnam del Sur arrestaron a un influyente organizador antigubernamental, Ba Tra. Ba Tra proporcionó al gobierno de Vietnam del Sur amplia información sobre las fuerzas antigubernamentales que trabajan en la ciudad. Este revés se vio agravado por la identificación de uno de los cuadros clave de la división financiera.
Bajo tortura, Ba Tra identificó a más figuras de la clandestinidad, que luego fueron arrestadas. En 1967, toda la organización de Saigón había sido enviada a la clandestinidad. La ofensiva del Tet de 1968 desencadenó una ola de opresión que obligó a muchas personas a huir a los bosques y montañas. Estas personas (empresarios, clase media, médicos y otros profesionales) fundaron La Alianza.
El entonces nuevo presidente estadounidense, Richard Nixon, inició un proceso de vietnamización para permitir que las Fuerzas Armadas estadounidenses se retiraran de Vietnam. Uno de los principios de la vietnamización fue el gobierno responsable en Vietnam del Sur. Para evitar que los estadounidenses instalaran su propio gobierno, se celebró una conferencia del 6 al 8 de junio de 1969, junto a la Ruta 22 en la región Fishhook de Camboya.

### 1969-1975
La Alianza y otros grupos[¿quién?] se reunieron y formaron el Gobierno Revolucionario Provisional el 8 de junio de 1969. Según el ministro de Justicia, Trương Như Tảng, el objetivo principal del nuevo grupo era ayudar al Vietcong a "adquirir una nueva estatura internacional".
Había delegados del Vietcong, el VANDPF, el Partido Revolucionario del Pueblo (el partido comunista de Vietnam del Sur) y "la variedad habitual de organizaciones de masas, grupos étnicos y regiones geopolíticas". Las pancartas exhibidas en un lugar destacado en la convención proclamaban que "Vietnam del Sur es independiente, democrático, pacífico y neutral".
El PRP reflejaba una serie de puntos de vista políticos nacionalistas, antiimperialistas y comunistas,[cita requerida] incluidos los del Partido de los Trabajadores de Vietnam (el partido comunista de Vietnam del Norte).[cita requerida] Siguiendo los resultados militares y políticos de la Ofensiva del Tet de 1968 y las ofensivas militares relacionadas en el Sur por parte de Saigón y Estados Unidos, en las que el Vietcong sufrió graves pérdidas militares, el RPP fue concebido como una contrafuerza política que podría influir en la política internacional. opinión pública a favor de la reunificación y en oposición a Estados Unidos y Vietnam del Sur.
El propósito declarado del PRP era proporcionar una estructura gubernamental formal al Vietcong y mejorar su pretensión de representar al "pueblo del sur". En esta estrategia se incluía la búsqueda de una solución negociada a la guerra que condujera a la reunificación, organizada durante la fase inicial de la vietnamización.
Durante el período 1969-1970, la mayoría de los ministerios del gabinete del PRP operaron cerca de la frontera con Camboya. Desde el 29 de marzo hasta finales de abril de 1970, las ofensivas de Estados Unidos y Vietnam del Sur obligaron al PRP a huir hacia Camboya. La estresante fuga provocó que muchos de los funcionarios del PRP (como Trương Như Tạng) necesitaran extensas licencias médicas. Después de que Trương Như Tạng regresó, notó que nuevos cuadros del norte estaban causando problemas a los miembros no comunistas del PRP. Un miembro en particular, Ba Cap, denunció duramente a la mayoría del PRP como burgueses. Tạng se quejó ante los altos miembros del gobierno de Vietnam del Norte, pero fue rechazado. Más tarde, Tạng vio esto como el punto en el que el PRP pasó de ser un gobierno alternativo independiente con sede en Vietnam del Sur a ser un portavoz de los comunistas de Vietnam del Norte.
Los órganos centrales del PRP funcionaron como un gobierno provisional. El PRP mantuvo relaciones diplomáticas con muchos países del Movimiento de Países No Alineados, como Argelia y Yugoslavia, así como con la Unión Soviética y la República Popular China.

### 1975-1976
Después de la caída de Saigón el 30 de abril de 1975, el PRP asumió el poder en Vietnam del Sur y posteriormente participó en la reunificación de Vietnam.
Según el profesor Long Vinh Ngo (Universidad de Maine), a mediados de julio de 1975, los delegados de la República Democrática de Vietnam (Nguyễn Văn Lưu) y de la República de Vietnam del Sur (Đinh Bá Thi) solicitaron ingresar en las Naciones Unidas como dos países independientes. Estados miembros. El 11 de agosto de 1975, el Consejo de Seguridad de las Naciones Unidas convocó un referéndum sobre la reunificación, que fue aprobado. Vietnam del Norte y Vietnam del Sur finalmente se reunieron el 2 de julio de 1976.